# Fly-by-wire

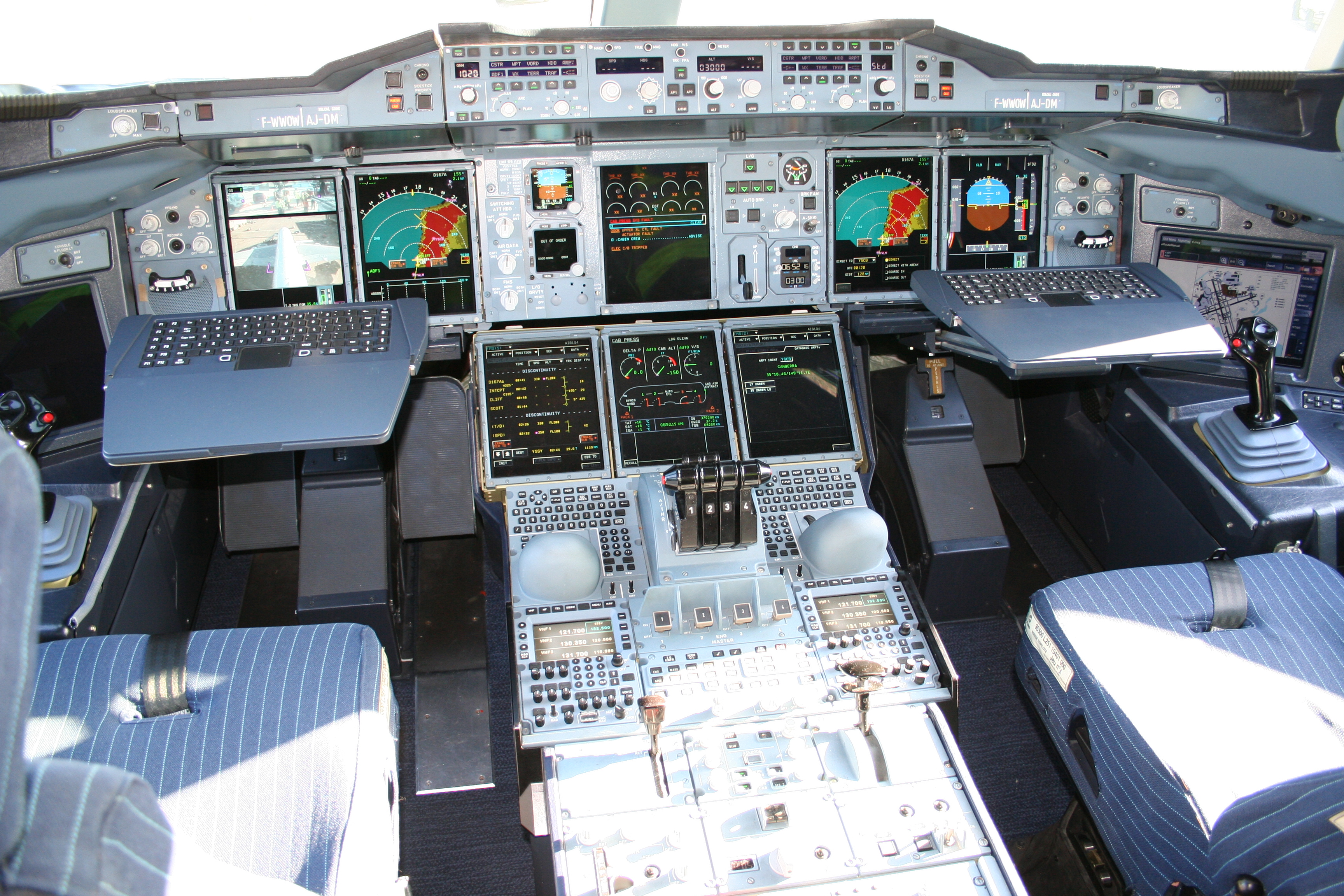
Airbus A380 styrs med hjälp av Fly by wire

Fly-by-wire innebär att pilotens manövrering av de mekaniska styrreglagen överförs till flygplanets roder helt utan mekanisk kontakt. Istället skickas elektriska signaler från reglagen till redundanta datorer / elektroniska system, som i sin tur manövrerar hydraulik / roder. Piloten "flyger" datorn, och datorn i sin tur flyger planet. 
Namnet "Fly-by-wire" kommer ifrån att manövreringen sker via elektriska kablar (wires).
Syftet är att förhindra den i särklass vanligaste orsaken till flygkrascher, "pilot error", att piloten flugit planet fel. Detta är orsaken till ca 70 % av alla flygolyckor med dödlig utgång.
Eftersom piloterna inte har direkt kontroll över rodren, det finns datorer emellan dem, kan man programmera in begränsningar mot farliga manövrer, till exempel för kraftig lutning av planet. Styrdatorerna övervakar hela tiden hastighet, motorer, lutning m.m. och stabiliserar genast planet om piloten flyger utanför inprogrammerade säkerhetsgränser. Säkerheten i flygningar har ökat kraftigt med denna teknik, men den har inneburit att piloter måste lära sig ett helt nytt sätt att flyga. 
Två baksidor med tekniken är dels att om flygplanets sensorer slutar fungera eller ger felsignal, kan det vara svårt för piloterna att korrekt identifiera felet och få kontroll över planet (t .ex. haveriet med Air France Flight 447 2009). Dels att all information om vad flygplanet gör visas i instrument, piloten kan bara få information visuellt. I mekaniska system kan man direkt känna mycket av vad flygplanet gör.   
Elektroniska styrsystem utvecklades först i stridsflygplan. Concorde var det första civila plan som utvecklades med denna teknik. Idag används den i flera civila flygplan, den europeiska tillverkaren Airbus använder den i samtliga flygplansmodeller. Den finns i franska Dassault Falcon 7X, och Boeing använder den i 777-serien. Det är dock fortfarande ovanligt på helikoptrar.
Saab 39 Gripen har Fly-by-wire, det flygs med ett reglage av Joystick-typ som är kopplad till en dator. Tidigare SAAB modeller hade hydraulisk styrning via reglaget. De haverier som uppstod i början var knutna till kopplingen mellan maskin och människa. Det hydrauliska systemet liknade genom sin tröghet det wire-system som till en början fanns i flygplan. Det nya systemet med en styrspak kopplad till en dator, saknade det mekaniska motstånd som de äldre styrspakarna gav. Detta kan ha varit bidragande faktorer till de olyckor och tillbud som skett med Saab 39 Gripen. De datorchip som till en början användes i Gripen var av typen Intel 80286 och programvaran var skriven Assembler.